# Coffea mapiana
Coffea mapiana är en måreväxtart som beskrevs av Sonké, Nguembou och Aaron Paul Davis. Coffea mapiana ingår i släktet Coffea och familjen måreväxter. Inga underarter finns listade i Catalogue of Life.